# Менонити
Менонитите са християнска анабаптистка религиозна група, проследяваща корените си до Радикалната реформация. Наименованието произлиза от един от ранните лидери на анабаптисткото движение – Мено Симонс (1496–1561). Чрез своите писания за реформираното християнство по време на Радикалната реформация, Симонс формулира и формализира ученията на по-ранните швейцарски анабаптиски основатели, както и ранните учения на менонитите, основани на вяра в мисията и служенето на Исус. Първоначалните анабаптиски последователи поддържат тези вярвания с голямо убеждение, въпреки преследването от различни римокатолически и основни протестантски държави. Официалните менонитски вярвания са кодифицирани в Дордрехтската изповед (1632), която потвърждава „покръстването само на вярващите, измиването на краката като символ на служенето, църковна дисциплина, избягване на отлъчените, неполагането на клетви, брак в рамките на една и съща църква“, строга пацифистка физическа несъпротива, антикатолицизъм и като цяло по-голям акцент върху „истинското християнство“, включващо „да бъдеш християнин и да се подчиняваш на Христос“, по тяхно тълкувание на Библията.
Конгрегациите по целия свят въплъщават различни подходи към менонитската практика, вариращи от менонити от Стария ред (практикуващи начин на живот без определени елементи на съвременната технология) до консервативни менонити (които се придържат към традиционните богословски отличителни черти, носят обикновено облекло и използват съвременни технологии) до  основни менонити (които са неразличими по облекло и външен вид от общото население). Менонити могат да се срещнат в общности в 87 държави на шест континента. Най-голямо население от менонити се намира в Канада, Демократична република Конго, Етиопия, Индия и Съединените щати. Менонитски селища има и в Аржентина, Белиз, Боливия, Бразилия, Мексико, Перу, Уругвай, Парагвай и Колумбия. Менонитксата църква в Нидерландия, където е роден Мено Симонс, все още съществува. 
Въпреки че менонитите са глобална деноминация с църковни членове от Европа, Азия, Африка и Америка, някои общности с етно-културен произход в Швейцария и Холандия носят наименованието „етнически менонити“. В цяла Латинска Америка менонитската колонизация се разглежда като непреднамерен двигател на екологични щети, включително обезлесяването на тропическите гори на Амазонка.